# Siergiej Pierunin
Siergiej Aleksiejewicz Pierunin (ros. Сергей Алексеевич Перунин; ur. 19 lipca 1988 w Penzie) – rosyjski pływak. Specjalizuje się w szczególności w pływaniu stylem dowolnym na dystansie 200 m. 
Mistrz Europy w sztafecie 4 x 200 m st. dowolnym z Budapesztu.